# Esmeralda
A Esmeralda é a variedade mais nobre do mineral berilo (Be3Al2(SiO3)6). Outras variedades de berilo são a água-marinha, a morganita, o heliodoro, a goshenita e a bixbyíta. A cor verde da esmeralda é devida à presença de quantidades mínimas de crômio e, às vezes, de vanádio. 

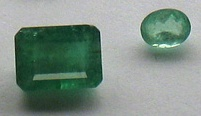
Esmeraldas lapidadas

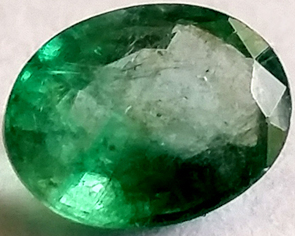
Esmeralda facetada colombiana

É apreciada como gema e o preço por quilate a coloca entre as pedras mais valiosas do mundo, perdendo algum valor frequentemente devido às inclusões que ocorrem em todas as esmeraldas. As inclusões, porém, são úteis na identificação da gema e podem indicar sua procedência. Tem dureza de 7.5 - 8.0 na Escala de Mohs, dureza que pode ser bastante reduzida em decorrência do número e do tamanho das inclusões.
As principais jazidas de esmeraldas são colombianas, mas podem ser encontradas também no Brasil — na Serra da Carnaíba na Bahia; em Itabira nas Minas Gerais; e em Campos Verdes em Goiás —, na Rússia, no Zimbábue e no Afeganistão.
É transparente ou opaca, sendo as variedades mais preciosas  transparentes. 
A etimologia da palavra "esmeralda" pode provir de duas origens:
- do grego "smaragdos"
- do hindu antigo, de significado "pedra verde"

A esmeralda é extremamente sensível a pancadas fortes, riscos e mudanças de temperatura repentinas.

## Referência Para Trabalho

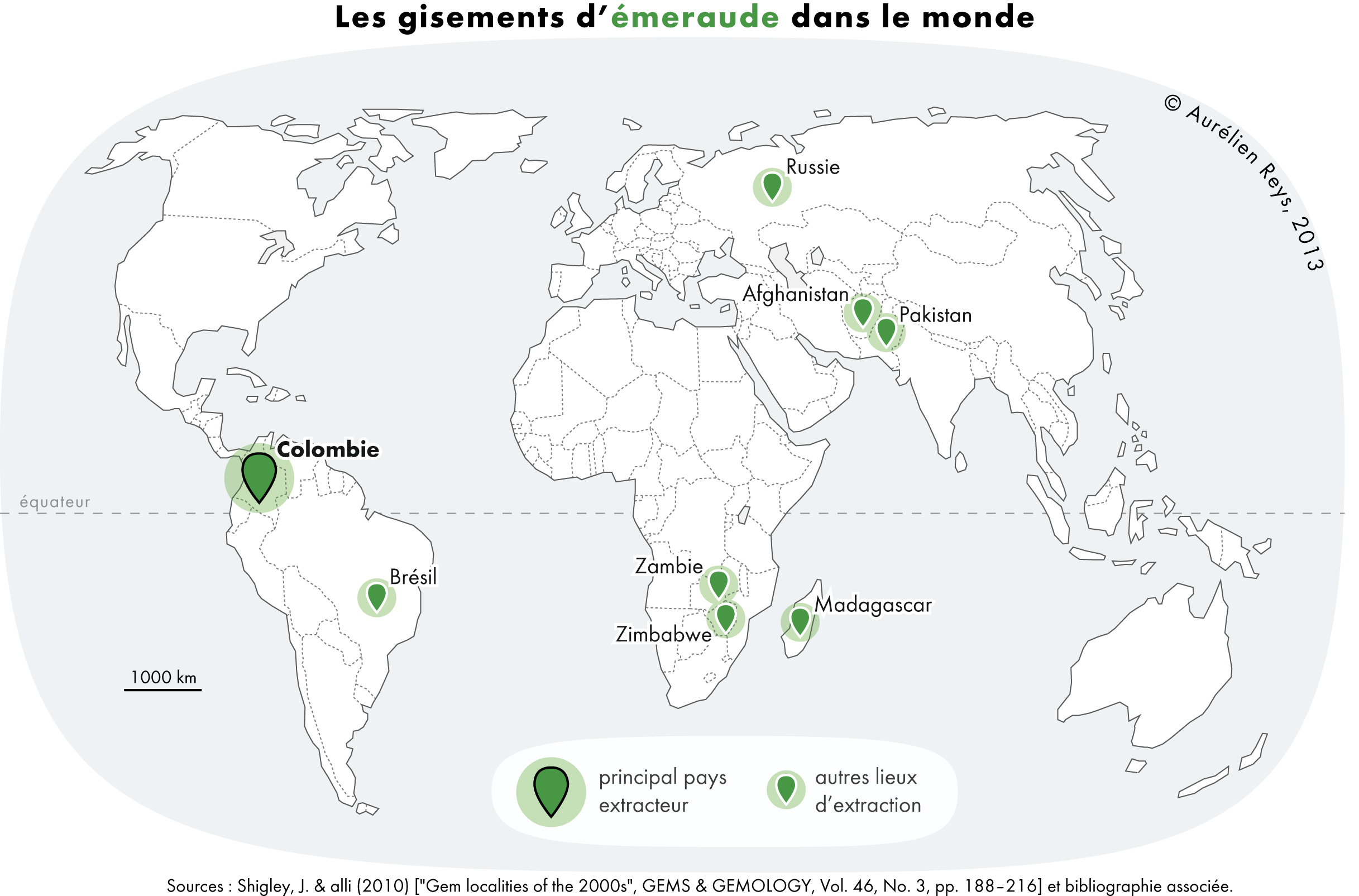
Mapa dos principais países produtores no mundo

- Emerald & Other Beryls, John Sinkankas, Geoscience Press, 1994, hardcover textbook, ISBN 0-8019-7114-4
- Branco, Pércio de Moraes, 2008, Dicionário de Mineralogia e Gemologia, São Paulo, Oficina de Textos, 608 p.  il.

## Galeria

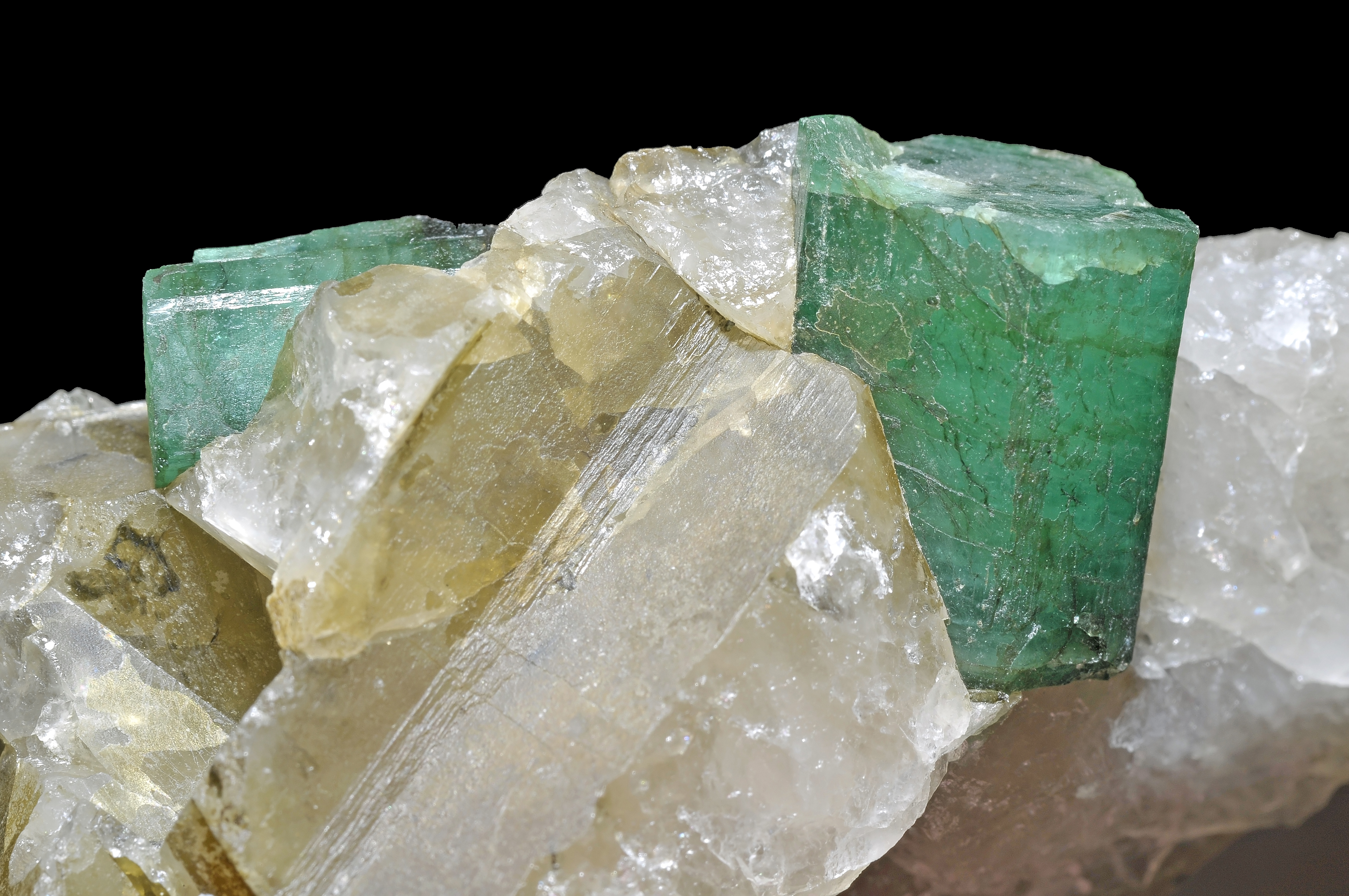
Esmeralda em quartzo, da Mina de Carnaíba, Pindobaçu, complexo Campo Formoso, Bahia, Brasil
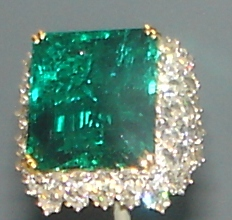
O anel Chalk Emerald, contendo uma esmeralda de 37 quilates de alta qualidade, no Museu Nacional de História Natural dos EUA
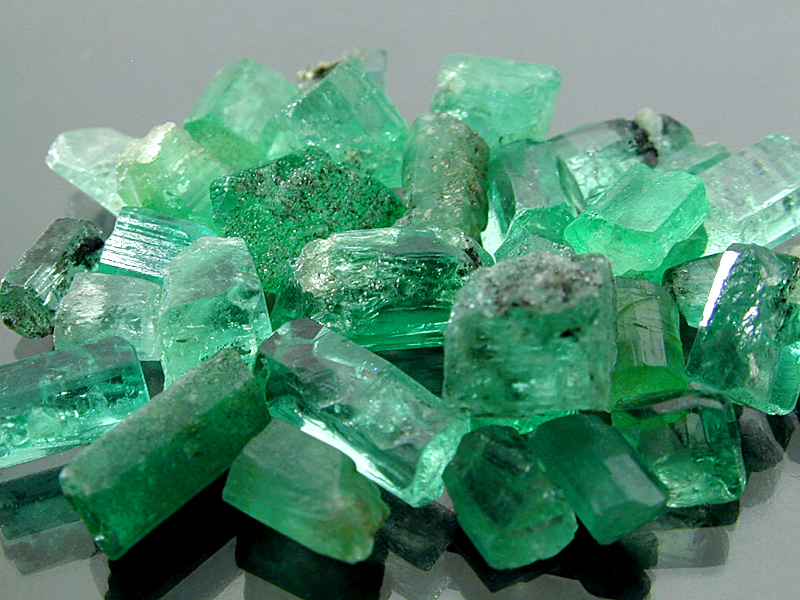
Cristais de esmeralda
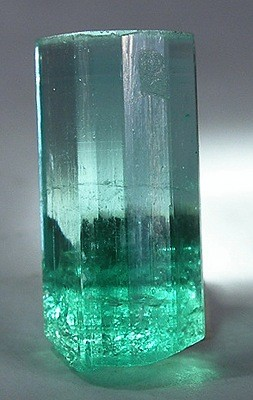
Uma esmeralda de 5 quilates de Muzo com secção transversal hexagonal
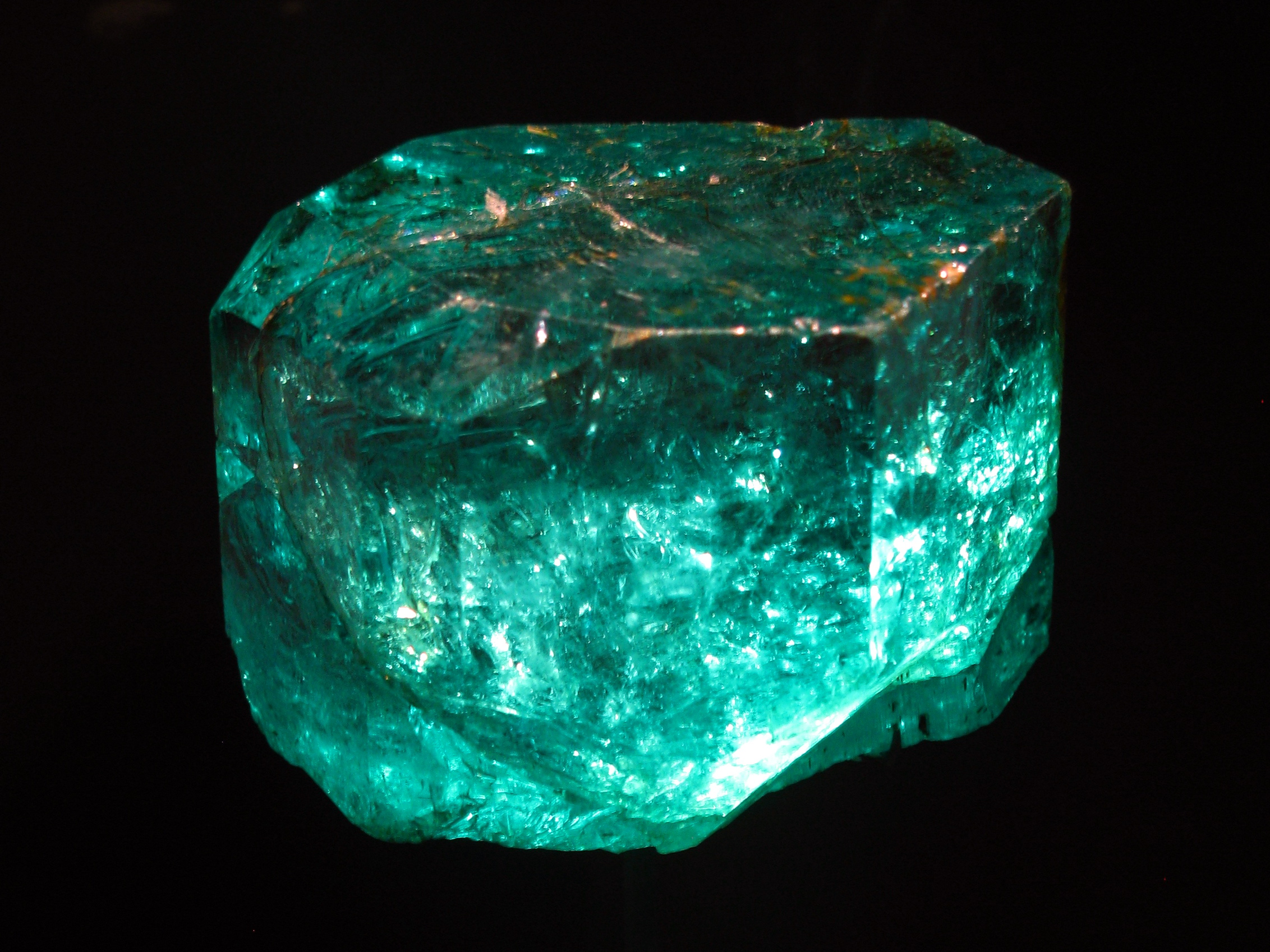
Esmeralda Gachalá, uma das maiores gemas de esmeralda do mundo, com 171,6 g. Encontrada em 1967 na mina La Vega de San Juan em Gachalá, Colômbia. Atualmente exposta no Museu Nacional de História Natural em Washington, D.C.